# رود ایچلس
 رود ایچلس رودی است به دریای یونان می‌ریزد. این رود از کشور یونان می‌گذرد.